# Mollerussa
Mollerussa (em catalão e oficialmente) ou Mollerusa (em castelhano) é um município da Espanha na província de Lérida, comunidade autónoma da Catalunha. Tem 7,1 km² de área e em 2021 tinha 14 545 habitantes (densidade: 2 048,6 hab./km²). É a capital da comarca de Pla d'Urgell.

## Demografia
| Variação demográfica do município entre 1991 e 2008[carece de fontes?] | Variação demográfica do município entre 1991 e 2008[carece de fontes?] | Variação demográfica do município entre 1991 e 2008[carece de fontes?] | Variação demográfica do município entre 1991 e 2008[carece de fontes?] | Variação demográfica do município entre 1991 e 2008[carece de fontes?] | Variação demográfica do município entre 1991 e 2008[carece de fontes?] |
| ---------------------------------------------------------------------- | ---------------------------------------------------------------------- | ---------------------------------------------------------------------- | ---------------------------------------------------------------------- | ---------------------------------------------------------------------- | ---------------------------------------------------------------------- |
| 1991                                                                   | 1996                                                                   | 2001                                                                   | 2004                                                                   | 2006                                                                   | 2008                                                                   |
| 8966                                                                   | 9400                                                                   | 10004                                                                  | 11087                                                                  | 12569                                                                  | 13675                                                                  |